# Jerry Duplessis
Jerry Duplessis (Port-au-Prince, 9 agosto 1975) è un produttore discografico e compositore haitiano.
Il suo primo grande successo è stato come produttore per l'album del 1996 dei Fugees The Score. Ha anche suonato il basso con i Fugees, e il membro del gruppo Wyclef Jean è suo cugino.
Ha anche prodotto Supernatural (2000) per Carlos Santana e ha vinto un Grammy Award nella categoria "Album of the Year".

## Biografia e carriera
Jerry "Wonda" Duplessis è nato e cresciuto in un sobborgo di Port-au-Prince, Haiti. A 14 anni ha iniziato a suonare il basso. Le prime influenze in questo momento includevano Aston Barrett e James Jamerson. A 16 anni, è stato mandato negli Stati Uniti ed è stato cresciuto da suo padre e sua zia, che era la madre di Wyclef Jean. Il seminterrato della loro casa di famiglia divenne presto il loro studio discografico.
Wyclef, Samuel Pras Michel e Lauryn Hill si sarebbero poi uniti per creare un nuovo gruppo in stile caraibico conosciuto come Fugees. Wonda e Wyclef avrebbero effettuato la produzione per il gruppo che sarebbe stato firmato da Ruffhouse / Columbia. Nella stessa etichetta all'epoca vi erano anche Cypress Hill e Kris Kross.

### Gli anni di Jerry Wonda / Wyclef Jean

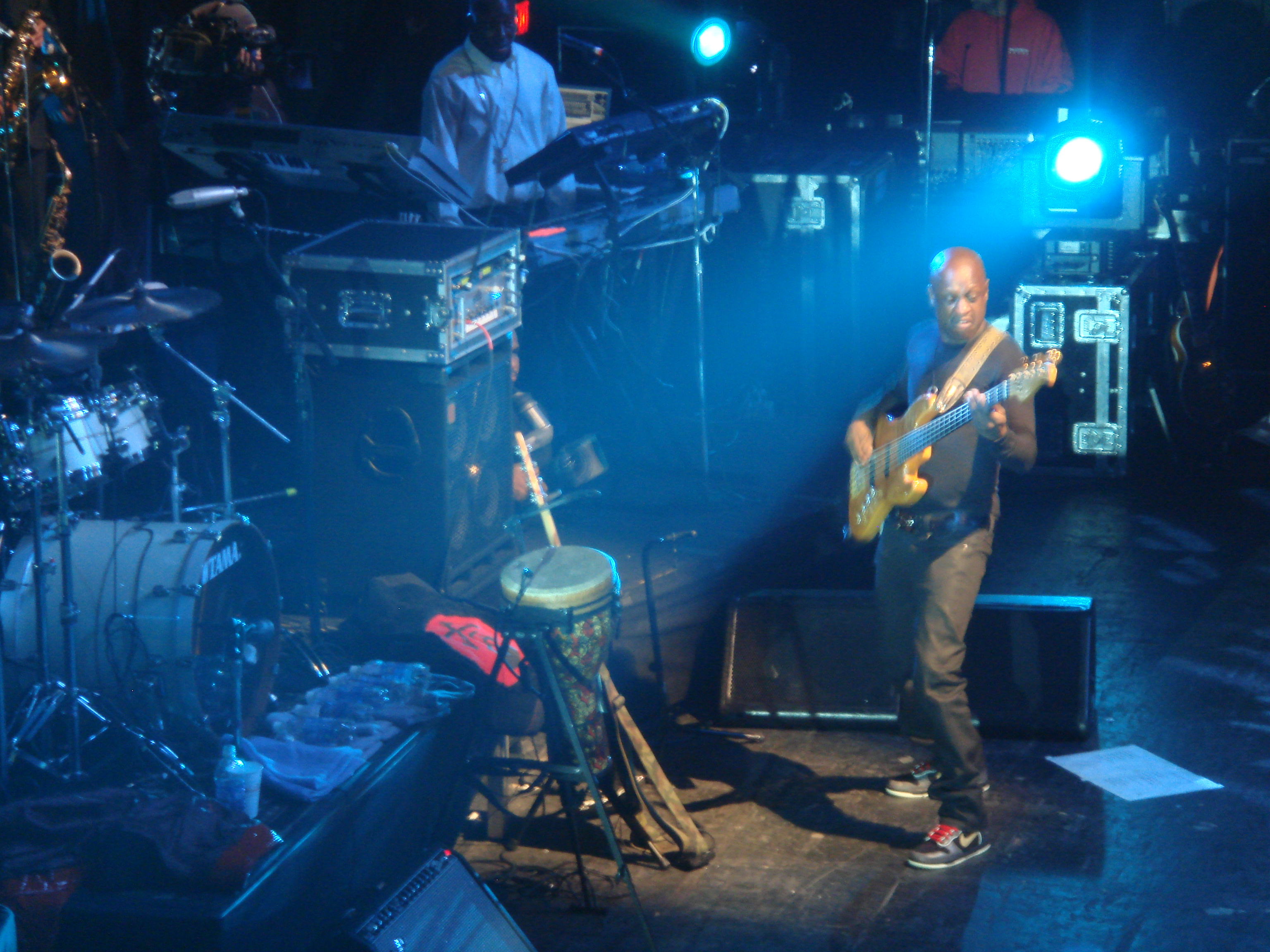
Jerry Duplessis sul palco

La produzione di Jerry Wonda e Wyclef Jean sarebbe decollata con i Fugees. La loro cover del classico di Roberta Flack, Killing Me Softly cantata da Lauryn Hill, raggiunse il numero 2 nelle classifiche Pop e il numero 1 nelle classifiche R&B. Co-prodotto da Wonda, il loro album The Score sarebbe diventato uno degli album hip hop più venduti di tutti i tempi ottenendo riconoscimenti in tutto il mondo.
Wonda avrebbe diviso il suo tempo girando come bassista e direttore musicale con i Fugees e producendo per artisti emergenti come Destiny's Child con un remix di No No No. Attribuisce il suo successo musicale alla personalizzazione di ciascuna delle sue produzioni su misura per un particolare artista. "Quando siamo sul palco ogni canzone è diversa, ogni spettacolo è diverso, e quando lavoro con altri artisti, faccio il ritmo per l'artista specifico", ha spiegato Wonda. "Ho scoperto cosa si adatta a ogni artista prima di consegnare la canzone". Seguiranno diverse produzioni che spaziano tra hip hop, pop, r&b, rock, soul e reggae.
Wonda e Wyclef avrebbero fatto la storia nel 2000. Il singolo dell'album Supernatural di Santana Maria Maria, co-prodotto da Wonda, mantenne la posizione numero 1 in classifica per 10 settimane. Nel 2006, il duo produsse il successo mondiale di Shakira Hips Don't Lie dall'album Oral Fixation Vol. 2. È diventata la canzone più venduta del XXI secolo e ha raggiunto il numero 1 in più di 50 paesi, portando Shakira ad essere la prima cantante colombiana in cima alla classifica Hot 100 di Billboard. Hanno anche co-scritto My Love Is Your Love per l'album omonimo di Whitney Houston.

### Colonne sonore
Nel 1996, Wonda ha co-prodotto il tributo a Muhammad Ali dei Fugees Rumble in the Jungle con featuring di A Tribe Called Quest e Busta Rhymes per il documentario su Muhammad Ali When We Were Kings. Il film Bulworth di Warren Beatty include Ghetto Supastar (That Is What You Are) di Wonda interpretato da Pras Michel, Ol' Dirty Bastard e Mýa e How Come del cantante senegalese Youssou N'Dour & Canibus.
Insieme a Wyclef e Andrea Guerra, Wonda ha scritto e prodotto la sigla Million Voices per il film Hotel Rwanda, che è stata nominata nel 2005 al Golden Globe per la migliore canzone originale. La stessa canzone è stata successivamente nominata per un Grammy Award nel 2006. Altri crediti cinematografici includono The Manchurian Candidate, Block Party con Dave Chappelle e 50 volte il primo bacio.
Nel 2001, Wonda ha creato il Platinum Sound Recording Studios a Times Square, New York.

### Dal 2009
Nel 2009, Wonda ha iniziato a produrre musica da solo, fondando una società di produzione chiamata Wonda Music e piazzando il suo primo brano importante con U Smile di Justin Bieber, di cui è autore. Da allora ha scritto altri brani con artisti come Mary J. Blige, Musiq Soulchild, Keri Hilson, Estelle, Busta Rhymes, Miguel e Lupe Fiasco.
Gli artisti attualmente nel roster di Wonda Music includono Famey, Viviane Ndour (Viviane), Alex Boyé e Destiny Moriah. I produttori includono Arden "Keyz" Altino, Klase "1st Klase" Gonzalez, "Murk da Mic" e Hardy Indigo.
Wonda suona anche il basso come parte della nuova band itinerante di Melissa Etheridge.

## Impegno sociale

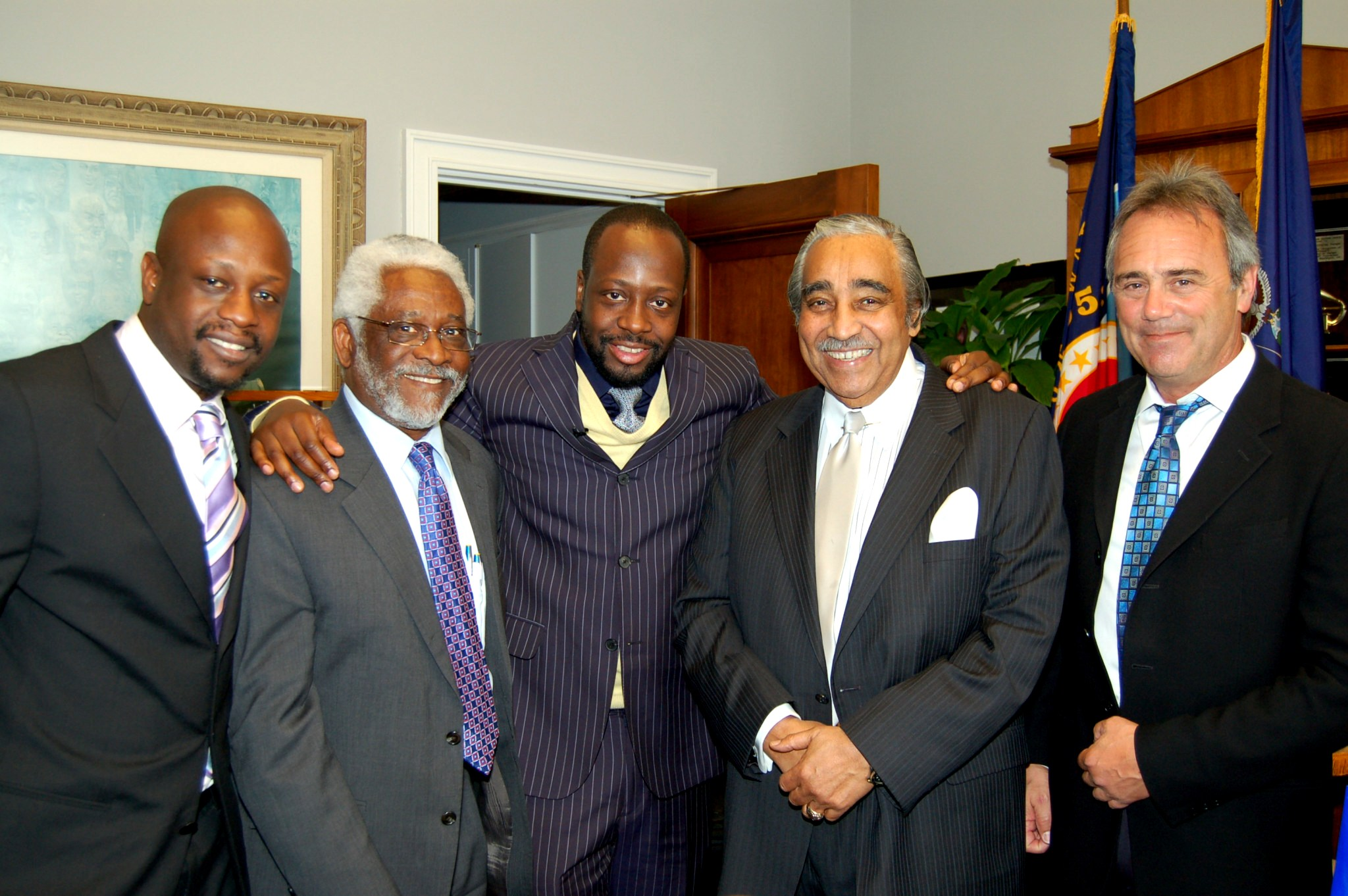
Jean e Duplessis in un incontro di Yéle Haiti

Wonda e Wyclef hanno co-fondato Yéle Haiti, un'organizzazione senza scopo di lucro che fornisce assistenza ad Haiti in materia di istruzione, salute, ambiente e sviluppo della comunità. "Abbiamo creato Yele Haiti perché siamo di Haiti", ha detto Wonda. "Vogliamo dare alle persone della nazione impoverita pari accesso all'istruzione e alle opportunità e fornire loro gli strumenti necessari per essere autosufficienti". Wonda ha ospitato diversi diplomatici e attivisti nel paese, tra cui l'ex presidente Bill Clinton, Angelina Jolie e Petra Nemcova.